# Glenda Jackson
Glenda May Jackson (ur. 9 maja 1936 w Birkenhead, zm. 15 czerwca 2023 w Londynie) – brytyjska aktorka filmowa, teatralna i telewizyjna, polityk i parlamentarzystka, zdobywczyni dwóch Oscarów.

## Życiorys
Karierę sceniczną zaczęła w 1957 roku. W kinie debiutowała niewielką rolą w Sportowym życiu (1963) Lindsaya Andersona. Sławna stała się dzięki roli w kontrowersyjnych Zakochanych kobietach (1969) Kena Russella. Kreacja Gudrun Brangwen przyniosła jej pierwszego Oscara dla najlepszej aktorki. Zagrała także w innych filmach swego rodaka, m.in. Kochankach muzyki (1970), Ostatnim tańcu Salome (1988) oraz Tęczy (1989). Drugą statuetkę odebrała w 1974 roku za rolę w komedii Miłość w godzinach nadliczbowych (1974) Melvina Franka.
Na początku lat 90. zrezygnowała z pracy w filmie i poświęciła się karierze politycznej. Była działaczką Partii Pracy i z jej ramienia od 1992 zasiadła w Izbie Gmin. W 2015 zakończyła karierę polityczną i powróciła do aktorstwa.
W 1978 została mianowana Komandorem Orderu Imperium Brytyjskiego (CBE).

## Filmografia
Filmy fabularne
- 1956: The Extra Day jako statystka (niewymieniona w czołówce)
- 1963: Sportowe życie (This Sporting Life) jako piosenkarka na imprezie (niewymieniona w czołówce)
- 1967: Marat/Sade jako Charlotte Corday
- 1968: Tell Me Lies jako gość
- 1968: Negatives jako Vivien
- 1969: Zakochane kobiety (Women in Love) jako Gudrun Brangwen
- 1970: Kochankowie muzyki (The Music Lovers) jako Antonina Miliukowa
- 1971: Ta przeklęta niedziela (Sunday Bloody Sunday) jako Alex Greville
- 1971: Boy Friend (The Boy Friend) jako Rita (niewymieniona w czołówce)
- 1972: The Triple Echo jako Alice
- 1972: Maria, królowa Szkotów (Mary, Queen of Scots) jako królowa Elżbieta I
- 1973: A Bequest to the Nation jako lady Hamilton
- 1973: Miłość w godzinach nadliczbowych (A Touch of Class) jako Vicky Allesio
- 1974: The Maids jako Solange
- 1975: Hedda jako Hedda Gabler
- 1975: Uśmiech kusiciela (Il Sorriso del grande tentatore) jako siostra Geraldine
- 1975: Romantyczna Angielka (The Romantic Englishwoman) jako Elizabeth Fielding
- 1976: Niezwykła Sara (The Incredible Sarah) jako Sarah Bernhardt
- 1977: Brzydkie zwyczaje (Nasty Habits) jako siostra Alexandra
- 1978: Stevie jako Stevie Smith
- 1978: Klasa panny MacMichael (The Class of Miss MacMichael) jako Conor MacMichael
- 1978: Wizyty domowe (House Calls) jako Ann Atkinson
- 1979: Lost and Found jako Tricia
- 1980: Zdrowie (HealtH) jako Isabella Garnell
- 1980: Gra w klasy (Hopscotch) jako Isobel von Schonenberg
- 1981: The Patricia Neal Story jako Patricia Neal
- 1982: Giro City jako Sophie
- 1982: Powrót żołnierza (The Return of the Soldier) jako Margaret Grey
- 1984: Sakharov jako Yelena Bonner
- 1985: Dziennik żółwia (Turtle Diary) jako Neaera Duncan
- 1987: Business as Usual jako Babs Flynn
- 1987: Poza terapią (Beyond Therapy) jako Charlotte
- 1988: Strange Interlude jako Nina Leeds
- 1988: Ostatni taniec Salome (Salome's Last Dance) jako Herodias / Lady Alice
- 1989: Doombeach jako Panna
- 1989: Tęcza (The Rainbow) jako Anna Brangwen
- 1989: Król Wiatru (King of the Wind) jako królowa Caroline
- 1990: T-Bag's Christmas Ding Dong jako Vanity Bag
- 1990: The Real Story of Humpty Dumpty jako czarownica Glitch (głos)
- 1991: A Murder of Quality jako Ailsa Brimley
- 1991: Dom Bernardy Alba (The House of Bernarda Alba) jako Bernarda Alba
- 1992: The Secret Life of Arnold Bax jako Harriet Cohen
- 1994: Fala namiętności. Życie Aleksandry Kołłontaj (A Wave of Passion: The Life of Alexandra Kollontai) jako Aleksandra Kołłontaj (głos)
- 2019: Ani śladu Elizabeth (Elizabeth Is Missing) jako Maud

Seriale telewizyjne
- 1957–1961: ITV Play of the Week jako Iris Jones / kobieta w jury
- 1963: Z Cars jako Pielęgniarka / Fernley
- 1965–1968: The Wednesday Play jako Cathy / Julie
- 1967: Half Hour Story jako Claire Foley
- 1968: Armchair Theatre
- 1969: ITV Saturday Night Theatre jako Marina Palek
- 1970: BBC Play of the Month
- 1971: Królowa Elżbieta (Elizabeth R) jako królowa Elżbieta I

## Nagrody
- Nagroda Akademii Filmowej
  - Najlepsza aktorka pierwszoplanowa: 1974 Miłość w godzinach nadliczbowych
  - 1971 Zakochane kobiety
- Złoty Glob Najlepsza aktorka w filmie komediowym lub musicalu: 1974 Miłość w godzinach nadliczbowych
- Nagroda BAFTA Najlepsza aktorka: 1972 Ta przeklęta niedziela
- Nagroda Emmy
  - Najlepsza aktorka w serialu dramatycznym: 1972 Królowa Elżbieta
  - Najlepsza aktorka w miniserialu lub filmie telewizyjnym: 1972 Królowa Elżbieta